# Voeldraadhondshaaien
Voeldraadhondshaaien (Leptochariidae) is een familie van grondhaaien die bestaat uit 1 geslacht en 1 soort.

## Taxonomie
De familie van voeldraadhondshaaien is als volgt onderverdeeld:
- Leptocharias - Müller & Henle, 1838

Atelomycteridae · Dichichthyidae · Gladde haaien (Triakidae) · Hamerhaaien (Sphyrnidae) · Kathaaien (Scyliorhinidae) · Pentanchidae · Requiemhaaien (Carcharhinidae) · Rugvinkathaaien (Proscylliidae) · Tijgerhaaien (Galeocerdonidae) · Valse kathaaien (Pseudotriakidae) · Voeldraadhondshaaien (Leptochariidae) · Wezelhaaien (Hemigaleidae)